# Репьёвка Колхозная
Репьёвка Колхозная — село в Майнском районе Ульяновской области России. Входит в Майнское городское поселение.

## История
Село раньше было имением дворян Бекетовых . С постройкой церкви село стало называться Архангельское (Репьёвка тож). 
В мае 1764 года полковник Алексей Петрович Бекетов отсюда перевёл часть крепостных на купленную «в урочищах по речке Бектяшке землю для посева ярового разного хлеба» (ныне село Бекетовка). 
В 1780 году село вошло в состав Тагайского уезда Симбирского наместничества.  
Храм каменный, двух-этажный, построен помещиками в 1782 году. Престолов в нём четыре: в верхнем этаже (холодный) один, главный — во имя Святителя и Чудотворца Николая, в нижнем (тёплый) средний — во имя Святителя Димитрия, митрополита Ростовского, в правом приделе — во имя св. Апостола Андрея Первозванного и в левом — во имя св. мученицы Александры. 
В 1796 году — в Карсунском уезде Симбирской губернии. 
В первой половине XIX века владельцем села был Андрей Васильевич Бестужев, одно время занимавший пост управляющего Симбирской удельной конторой. 
В 1859 году село Репьёвка при ключе Белом входил в состав 1-го стана Карсунского уезда Симбирской губернии.
В конце XIX века село перешло во владение купца А. Д. Сачкова, который построил здесь винокуренный завод .
В 1930 году, при создании в селе колхоза, к названию Репьёвка, для различия с другими одноимёнными названиями сёл, было дописана приставка «Колхозная» и теперь село стало называться — Репьёвка Колхозная. 
В конце 1950-х — начале 1960-х гг. в состав села вошли сельцо Аникеевка и одноимённая деревня. Ныне — улица Назарьева. 
В 2005 году село вошло в состав Майнского городского поселения.
В 2008 году началась служба в новой церкви Серафима Саровского.

## Население
| Год  | Число дворов | Число жителей | Примечания |
| ---- | ------------ | ------------- | --- |
| 1780 |              | 205           | Ревизских душ. Помещичьи крестьяне. |
| 1859 | 200          | 1192          | Церковь православная 1. Фабрика суконная 1. |
| 1913 | 301          |               | село Репьёвка при роднике Белом, церковно-приходская школа, винокуренный завод Сачкова, паровая мельница Ермолаева, усадьба А.А. Сачкова при селе Репьёвке. |
| 1924 | 359          | 1782          | Телефон. Школа 1-й ступени. |
|      |              |               | |

| 2010 |
| ---- |
| 613  |

## Люди, связанные с посёлком
- Мытарев, Иван Петрович — гвардии старшина, Герой Советского Союза[13].
- Назарьев, Валериан Никанорович — родился в Аникеевка, вошла в состав Репьёвки, русский писатель и публицист, драматург и художник.
- Сачков, Александр Дмитриевич — купец первой гильдии, городской глава Симбирска в 1893—1896 годах, владелец местного винокуренного завода.
- Баранов Сергей Григорьевич —  советский летчик [14] .
- Здесь родился Грачёв, Леонид Павлович, генерал-майор, лауреат Государственной премии СССР[15].

## Инфраструктура
- ОГАУ СО «Специальный дом-интернат для престарелых и инвалидов в Репьевке» (Назарьева ул, дом № 2)[16].

## Достопримечательности
- «Усадьба купца А.А. Сачкова — конец XIX в. — * Барский дом купца А.А. Сачкова; * Флигель управляющего с конторой; * Здание животноводческой фермы с конюшней; * Ограда кирпичная» — Решением Ульяновского областного Совета народных депутатов трудящихся от 12.02.1990 г. № 79 поставлен на государственную охрану[17] (до недавнего времени располагался Дом-интернат для престарелых и инвалидов)[9].
- Памятник односельчанам, погибшим в годы Великой Отечественной войны, 1980-е гг. [17][18]
- Дом крестьянский, кон. XIX в.[17]
- Особняк купеческий с торговой лавкой, кон. XIX в.[17]
- Фундамент утраченной Николаевской церкви (православный приходской четырёхпрестольный храм) 1782 г. (XVII - нач. XX вв.)[17]
- Усадьба Бестужевых (сейчас этот особняк «законсервирован», из-за ветхости его уже не используют, и он, закрытый и пустой, ждет решения своей участи[7].
- Родник[19].

## Русская православная церковь
- Церковь Серафима Саровского[20].